# Germanska mitologija
Germanska mitologija je sestavljena iz mitov germanskih ljudstev, vključno z nordijsko, anglosaško in celinsko germansko mitologijo. Bila je ključni element germanskega poganstva.

## Izvor
Ker so se germanski jeziki razvili iz praindoevropščine, je tudi germanska mitologija razvoj praindoevropske mitologije. Arheološki ostanki, kot so petroglifi v Skandinaviji, kažejo na kontinuiteto germanske mitologije vsaj od nordijske bronaste dobe.

## Mitologija
Miti germanskih ljudstev vsebujejo pripovedi o germanskih božanstvih in različnih drugih bitjih.

### Kozmologija
O začetku in koncu sveta govori Völuspá (Bajanje vidke), prva in najbolj znana pesem poetične Edde. V njej vidka pripoveduje, da se je svet začel z velikim čarobnim ničem, imenovanim Ginnungagap, dokler Odin in njegova dva brata niso dvignili Zemlje iz morja. Naleteli so na drevesni debli Aska in Emblo, iz katerih so ustvarili prvi človeški par.
Trditve Völuspe so v nasprotju s tistimi iz Vafþrúðnismála in Grímnismála. V teh dveh je zapisano, da je Odin ustvaril svet iz telesa velikana Ymirja. Odin in njegovi bratje so bili potomci Búrija, ki ga je ustvarila prvobitna krava Auðumbla. Vzporednice z Auðumblo najdemo v indoiranski religiji, kar priča o starodavnem indoevropskem izvoru germanske mitologije.
Osrednja točka germanskega kozmosa je drevo Yggdrasil. Germanska mitologija napoveduje konec sveta s prihajajočim Ragnarökom.

### Božanstva
V staronordijski literaturi so omenjeni številni germanski bogovi, ki se delijo na Aze in Vane. Azi so predvsem bogovi vojne in prevladujejo nad Vani, ki so bogovi plodnosti in bogastva.
Glavni bog Azov je Odin, ki je povezan z vojno, seiðr (čarovništvom) in modrostjo. Verjetno so ga častili predvsem kralji in plemiči kot pa navadni ljudje. Odin je vladar Asgarda, bivališča bogov, ki vključuje veličastno dvorano Valhalla, kamor so sprejeti padli bojevniki, ki so v boju umrli junaške smrti (Einherjar), da bi jih pripravili za pomoč Odinu v prihajajočem Ragnaröku.
Odinova žena je bila Frigg. Njegov priljubljeni sin, ki se je rodil iz jǫtunn Jǫrð, je bil Thor, bog, povezan z gromom. S kladivom Mjölnir se je Thor spopadal z jötnar (velikani) in kačo Jörmungandr. Thor ima veliko vzporednic v indoevropski mitologiji. Zdi se, da so ga v veliki meri častila germanska ljudstva, zlasti bojevniki in preprosti ljudje. Pomemben Thorov brat je Baldr. Drugi pomembni Azi so bog prevar Loki, Heimdallr, ki naj bi po zapisih iz Rígsþule postal oče treh razredov ljudi, in Týr, bog, povezan z vojno, za katerega nekateri raziskovalci na podlagi jezikovnih dokazov domnevajo, da je bil v zgodnejših časih morda osrednje božanstvo germanskega panteona.
V staronordijski literaturi so Azi in Vani opisani kot sprti. Zaradi tega spora se nekateri bogovi Vanov, kot so Njörðr, Freyja in Freyr, pridružijo Azom. Izpostavljene so bile podobnosti med Njörðrom in Nerthusom, germanskim bogom plodnosti, ki ga Tacit omenja v Germaniji v 1. stoletju našega štetja. Viri omenjajo tudi številna druga bitja, kot je Hel, ki nadzoruje istoimensko podzemno kraljestvo.

### Legendarna bitja
V germanski mitologiji se pojavljajo številna legendarna bitja, kot so dís, fylgja, draugr, škratje, vilinci, pa tudi jötnar, troli in zmaji.

## Zapuščina
V srednjem veku so bila germanska ljudstva spreobrnjena v krščanstvo. Raziskovanje germanske mitologije je vse od razvoja germanistike pomemben element germanske filologije, tema pa je tudi sestavni del novogermanskega poganstva, sodobnega preporoda germanskega poganstva. Elementi germanske mitologije so se ohranili v sodobni germanski folklori.

### Navedbe
1. 1 2 3 4 5 6 7 8 9 10 11 12 13 14 15 16  Turville-Petre, E. O. G.; Polomé, Edgar Charles. »Germanic Religion And Mythology«. Encyclopædia Britannica Online. Arhivirano iz spletišča dne 13. oktobra 2020. Pridobljeno 3. januarja 2020.
2. 1 2 3  Leeming 2005.
3. 1 2 3  »Teutonic mythology«. World Encyclopedia. Philip's. 2006. ISBN 9780199546091. Pridobljeno 3. januarja 2020.